# La erección de Toribio Bardelli
La erección de Toribio Bardelli es una película de tragicomedia oscura peruana-brasileña de 2023 escrita y dirigida por Adrián Saba. Protagonizada por Gustavo Bueno acompañado de Gisela Ponce de León, Rodrigo Sánchez Patiño, Michele Abascal y Lucélia Santos. Fue seleccionada como la candidata peruana a la mejor película internacional en la 96.ª edición de los Premios Óscar, pero no fue nominada.

## Sinopsis
Tras la pérdida de su madre, una familia disfuncional se ve obligada a reexaminar sus vidas. Mientras padres e hijos se reconcilian con su propia existencia, la película se convierte en una tierna y sutil meditación sobre el duelo.

## Reparto
- Gustavo Bueno como Toribio Bardelli
- Gisela Ponce de León como Sara Bardelli
- Rodrigo Sánchez Patiño como Silvestre Bardelli
- Michele Abascal como Luz Bardelli
- Lucélia Santos como Celestine
- Jorge Chiarella como Amigo viejo
- Lizet Chavez como Málaga
- Beto Benites como Ruben
- Liliana Albornoz como Prostituta
- Milena Alva como Farmacéutica
- Rodrigo Palacios como Compañero de trabajo de Luz
- Víctor Prada
- Alejandro Villagomez
- Dante del Águila

## Producción

### Financiación
A finales de julio de 2015, la película recibió un estímulo económico de 550.000 soles por parte de la Dirección del Audiovisual, la Fonografía y los Nuevos Medios entregado por el Ministerio de Cultura del Perú para iniciar su fase de desarrollo. El 20 de noviembre de 2018 recibió un empujón económico por parte de Ibermedia y al poco tiempo recibió 4.000 euros tras ganar el premio al Mejor Pitch en la IV Ventana del Cine Madrileño para iniciar la producción.

### Filmación
La fotografía principal duró 5 semanas en Centro de Lima, Surco, Miraflores y Barranco, Perú en 2019.

## Lanzamiento
La erección de Toribio Bardelli tuvo su estreno mundial el 15 de agosto de 2023, como parte de la competencia de Ficción de la 27.ª edición del Festival de Cine de Lima, luego se estrenó comercialmente el 26 de octubre de 2023 en cines peruanos.

## Recepción

### Recepción crítica
Eddson Esquives de La Cinestación calificó la película con un 6 sobre 10, señalando que "es una historia que va perdiendo fuerza a medida que avanza", expresando que los personajes secundarios no contribuyeron significativamente al desarrollo del protagonista, e indicando el enfoque superficial para abordar el duelo por el que atraviesa la familia, aunque destaca la capacidad actoral de Gustavo Bueno, Gisela Ponce de León y Rodrigo Sánchez Patiño.
Sandro Mairata de La República, mencionó que la película no debió ser seleccionada en la sección competitiva de la 27.ª edición del Festival de Cine de Lima, señalando errores técnicos, mala dirección de actores y un guion que parece no estar del todo desarrollado.
En agosto de 2023, el Ministerio de Cultura del Perú seleccionó La erección de Toribio Bardelli en su lista corta de postulantes para representar al Perú en la 96.ª edición de los Premios Óscar como Mejor película internacional junto a Reinas sin corona y Soltera codiciada 2. La erección de Toribio Bardelli fue finalmente la presentación oficial de la categoría.

### Premios y nominaciones
| Año  | Premio / Festival        | Categoría               | Recipiente                      | Resultado | Ref.   |
| ---- | ------------------------ | ----------------------- | ------------------------------- | --------- | ------ |
| 2023 | Festival de Cine de Lima | Mejor película          | La erección de Toribio Bardelli | Nominada  | [ 17 ] |
| 2024 | Premios Luces            | Mejor película          | La erección de Toribio Bardelli | Nominada  | [ 18 ] |
| 2024 | Premios Luces            | Mejor actor             | Gustavo Bueno                   | Ganador   | [ 18 ] |
| 2024 | Premios Luces            | Mejor actor             | Rodrigo Sánchez Patiño          | Nominado  | [ 18 ] |
| 2024 | Premios APRECI           | Mejor actriz de reparto | Michele Abascal                 | Nominada  | [ 19 ] |